# Awata Maru
Die Awata Maru (japanisch 粟田丸) war ein Kombifrachter der Nippon Yūsen K.K., der im Zweiten Weltkrieg von der Kaiserlich Japanischen Marine als bewaffneter Hilfskreuzer und Militärtransporter verwendet wurde.

## Bau und Daten
Das Schiff wurde als dritte und letzte Einheit der Akagi-Maru-Klasse 1937 bei Mitsubishi in Nagasaki gebaut. Nach Kiellegung am 2. März 1937 erfolgte bereits am 5. August 1937 der Stapellauf und noch vor Jahresende, am 23. Dezember 1937, die Indienststellung. Die japanische Reederei Nippon Yūsen K.K. in Tokyo betrieb das Schiff danach auf pazifischen Strecken.
Die Größe betrug 7.389 BRT, die Länge in der Wasserlinie 138,10 m, zwischen den Loten 141,03 m und über alles 145,8 m. Die Breite wird mit 18,98 m angegeben. Angetrieben von einem Mitsubishi-Sulzer-8-Zylinder-2-Takt-Dieselmotor mit 8.000 PSe auf eine Schraube wurden 19 kn Höchstgeschwindigkeit erreicht. Der normale Tiefgang lag bei 8,40 m, bei Beladung bei 10,50 m. Die Wasserverdrängung bei voller Ladung kann damit mit rund 15.000 ts berechnet werden. Der teils in der Literatur angegebene Wert von 7.400 ts ist offensichtlich zu klein und eine Fehlinterpretation der Größenangabe in Bruttoregistertonnen. Probefahrtergebnisse der Awata Maru sind nicht bekannt; das Schwesterschiff Asaka Maru erreichte mit 9.365 PSe maximal 19,2 kn.

## Umbau und Kriegseinsatz
Im August 1941 requirierte die Kaiserlich Japanische Marine das Schiff für den Einsatz im bevorstehenden Pazifikkrieg und rüstete es – wie die Schwesterschiffe – zum Hilfskreuzer um. Im Gegensatz zum Typschiff Akagi Maru, das vier 15,2-cm-Seezielgeschütze, ein 7,62-cm Typ 3-Geschütz und zwei 7,7-mm-Typ 92-Maschinengewehre zur Flugabwehr erhielt, wurden auf der Awata Maru die verbreiteteren 14-cm Typ 3-Seezielgeschütze (vier Stück, je eine auf erhöhten Plattformen an Bug und Heck und eine auf jeder Seite vor der Brücke) und zwei 13,2-mm Typ 93 Maschinengewehre installiert. Hinzu kamen – außergewöhnlich für einen Hilfskreuzer – noch zwei drehbare Einzeltorpedorohre Kaliber 53,3 cm auf dem Achterdeck, je eines an jeder Bordseite. Planungen, weitere leichte Flakgeschütze zu installieren, wurden zumindest bis 1942 nicht ausgeführt, wie Fotos zeigen.
1942 erhielt das Schiff einen zweifarbigen Tarnanstrich mit dunklen, winkelförmigen Flächen zur Konturauflösung und dunklen Bug- und Heckpartien zur scheinbaren Längenverkürzung. Ob wie auf dem Schwesterschiff Asaka Maru 1943 noch Typ-21-Radar auf der Brücke installiert wurde, ist unklar.
Am 1. Oktober 1943 wurde die Awata Maru nach bis dahin völlig unspektakulärem Kriegseinsatz (hauptsächlich im Nordpazifik) aufgrund des großen Mangels an Frachtschiffen zum Militärtransporter umklassifiziert und hierfür eingesetzt. Schon auf der ersten Fahrt in der neuen Funktion wurde das Schiff hierbei am 22. Oktober 1943 im Ostchinesischen Meer vom amerikanischen U-Boot USS Grayback auf der Position 26° 30′ N, 125° 5′ O mit Torpedos versenkt. Einschließlich der eingeschifften Truppen befanden sich 1310 Mann an Bord, von denen ungefähr 1000 Mann durch Begleitzerstörer gerettet werden konnten.